# Browary na Słowacji
Browary na Słowacji – lista browarów na Słowacji.

## Grupy piwowarskie
| Grupa piwowarska   | Nazwa browaru     | Siedziba       | Rok założenia | Ważniejsze marki                                                                               |
| Heineken Slovensko | Pivovar Hurbanovo | Hurbanovo      | 1964          | Zlatý Bažant, Corgoň, Kelt, Martiner, Krušovice, Starobrno, Gemer, Heineken, Desperados        |
| Pivovary Topvar    | Pivovar Šariš     | Wielki Szarysz | 1964          | Šariš, Smädný mních, Topvar, Gambrinus, Velkopopovický Kozel, Pilsner Urquell, Radegast Birell |
| PMS Přerov         | Pivovar Steiger   | Vyhne          | 1769          | Steiger, Stein, Stein Radler, Zubr, Litovel, Maestro, Holba                                    |

## Browary regionalne
| Nazwa browaru          | Siedziba         | Rok założenia | Ważniejsze marki |
| Browar Popper          | Bytča            | 1604          | Popper, Palatin  |
| Browar Banskobystrický | Bańska Bystrzyca | 1971          | Urpiner          |

## Browary restauracyjne
| Nazwa browaru               | Siedziba          | Rok założenia | Marka               |
| Browar Amadeus              | Šurany            | 1997          | Šuriansky ležiak    |
| Bratysławski Miejski Browar | Bratysława        | 2010          | Bratislavský ležiak |
| Browar Buntavar             | Świt              | 2010          | Buntavar            |
| Browar Codecon              | Svätý Jur         | 1995          | Kláštorný ležiak    |
| Browar Dobrovar             | Dobrá Niva        | 1994          | Dobrovar            |
| Browar Erb                  | Bańska Szczawnica | 2010          | Erb                 |
| Browar Golem                | Košice            | 2002          | Golem               |
| Browar Kaltenecker          | Rożniawa          | 1997          | Kaltenecker         |
| Browar Kvačany              | Kvačany           | 2006          | Brontvaiovské pivo  |
| Browar Patrónsky            | Bratysława        | 2010          | Patrón              |
| Browar Perla                | Banská Bystrica   | 1992          | Zlatá Perla         |
| Browar Richtár              | Bratysława        | 2009          | Jakub               |
| Browar Sessler              | Trnava            | 2008          | Sessler             |

## Galeria

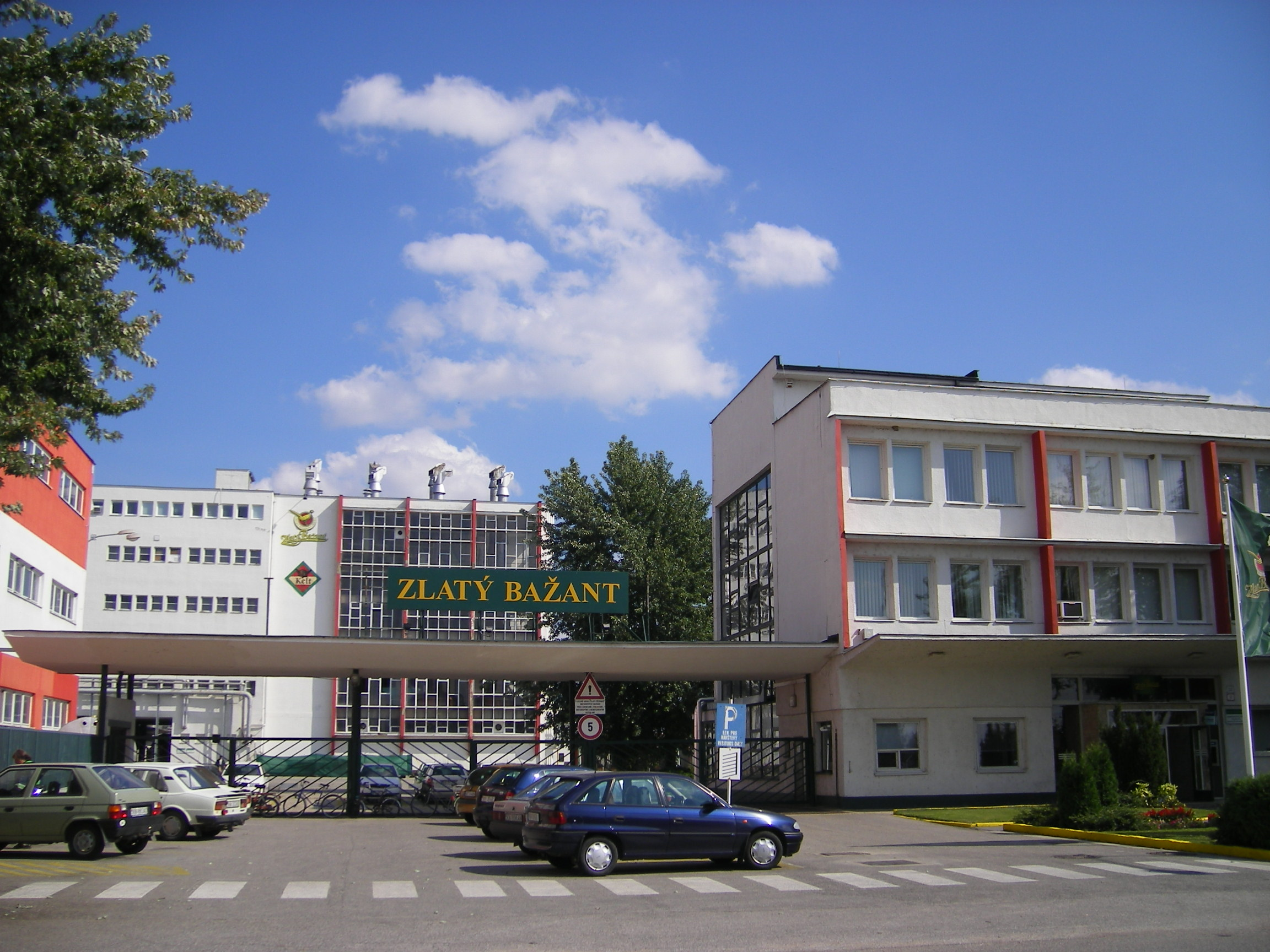
Browar Hurbanovo
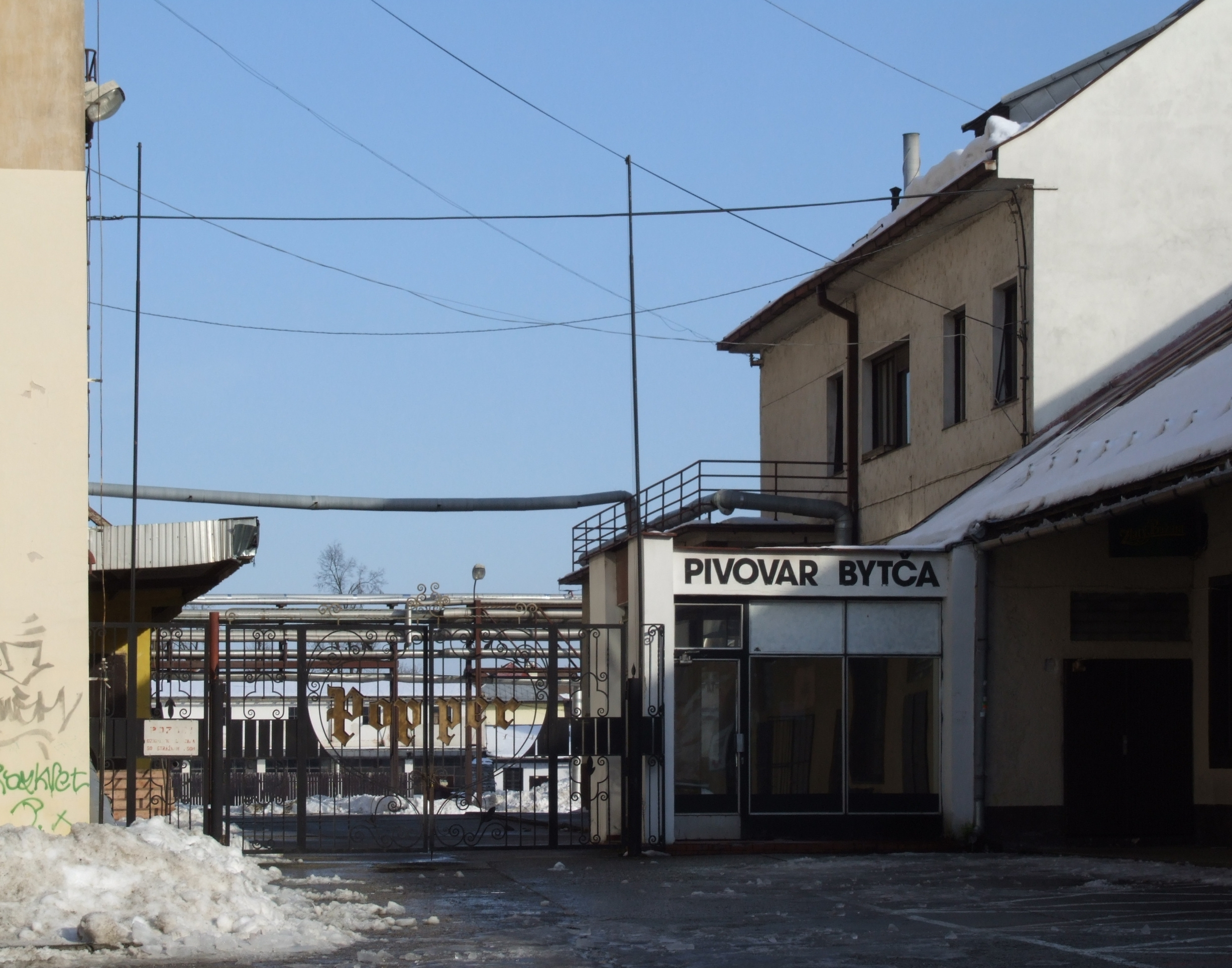
Browar Popper